# Lucia av Rügen
Lucia av Rügen, född på 1100-talet, död efter år 1208 och före år 1231, var en hertiginna av Polen, gift med hertig Vladyslav III av Polen. 